# Los Rastrojos
Los Rastrojos o las Rondas Campesinas Populares (RCP) es grupo armado organizado narcoparamilitar de Colombia que hace parte del conflicto armado interno. Fue compuesta por disidentes de las Autodefensas Unidas de Colombia (AUC), grupo paramilitar que se desmovilizó en 2006. El grupo se independizó tras el asesinato de su principal fundador en Venezuela en 2008 y en su apogeo fue una de las organizaciones narcotraficantes más importantes de Colombia. .
El grupo se financia principalmente mediante el tráfico de cocaína, marihuana y heroína, y la minería ilegal de oro, aprovechándose así de los altos precios del oro en 2010 y 2011. Se cree que operan principalmente en Valle del Cauca y Cali, aunque hay informes de que han extendido su zona de influencia a otras partes de Colombia y al oeste de Venezuela.
En 2012, se estimaba que había entre 1.200 y 1.500 miembros y sicarios de la organización. Varios miembros de Los Rastrojos han sido asesinados o arrestados en Venezuela por las fuerzas armadas venezolanas.
La expansión del grupo de los hermanos Javier Antonio y Luis Enrique Calle Serna, ambos conocidos como "Comba", fue exponencial. Desde 2009, abandonó su centro tradicional en la costa del Pacífico para operar en un tercio de los 32 departamentos de Colombia. Los Rastrojos, que toman su nombre de uno de sus líderes milicianos, se dedican principalmente a exportar cocaína y heroína a los mercados internacionales. A nivel local también participan en extorsiones y secuestros. Los Rastrojos mueven drogas principalmente por la costa del Pacífico hasta Centroamérica y México, donde las venden a narcotraficantes mexicanos que las llevan a Estados Unidos. También tienen el control de una de las principales rutas de contrabando hacia Venezuela, que es un puente para la cocaína que se mueve hacia Europa y hacia el norte, hacia Estados Unidos, en aviones y lanchas rápidas.
Los Rastrojos nacieron del poderoso cartel de la droga del Norte del Valle y ascendieron hasta convertirse en uno de los sindicatos criminales transnacionales más poderosos de Colombia, hasta que sus principales líderes se rindieron o fueron capturados en 2012. La última facción organizada de Los Rastrojos fue capturada en 2017, y el grupo se dividió en varias fracciones..
En este punto, el cartel también se redujo a tener solo 310 miembros y depender de alianzas con grupos paramilitares para continuar con el transporte de drogas. En julio de 2017, se informó que Los Rastrojos ahora constaban de solo tres fracciones. Para marzo de 2020, Los Rastrojos ya no tenían una alianza con el grupo militante de izquierda colombiano Ejército de Liberación Nacional (ELN) y ahora estaba involucrado en también un enfrentamiento armado directo con el grupo.

## Historia

### Inicios
Fueron un ejército privado creado por el narcotraficante Wilber Varela alias 'Jabón. Fue uno de los dos "ejércitos" del Cartel del Norte del Valle junto a "Los Machos", grupo creado por el narcotraficante Diego León Montoya Sánchez, alias "Don Diego", los cuales se mantuvieron en guerra constante debido a la enemistad entre "Jabón" y "Don Diego". Su nombre se debe a uno de sus fundadores, el lugarteniente de alias Jabón, 'Diego Rastrojo'. En ese momento, Varela estaba luchando contra un rival en el Cartel del Norte del Valle, Diego Montoya, alias "Don Diego", y El ejército privado de Montoya, los "Machos". El teniente de Varela Diego Pérez Henao, alias "Diego Rastrojo", reclutó a sus primeros miembros, de ahí que el grupo tomara su nombre."
Los capos tomaron la idea de crear estos ejércitos para evitar las desventajas militares que se pudieran presentar en casos de posibles diferencias con los grupos armados ilegales, con los cuales en muchas ocasiones hicieron alianzas, con los paramilitares de las Autodefensas Unidas de Colombia (AUC).
Tras las capturas de alias "Don Diego", Juan Carlos Ramírez Abadía alias "Chupeta" y la muerte de alias "Jabón", lo que contribuyó a la disolución del Cartel del Norte del Valle; "Los Rastrojos" desaparecieron, como así también sucedió con "Los Machos"

## Consolidación
Cuando exmiembros de las ya desmovilizadas Autodefensas Unidas de Colombia (AUC) entre 2003 y 2006, volvieron a las armas, Los Rastrojos resurgieron para retomar los espacios dejados por los narcotraficantes del Cartel del Norte del Valle y de los frentes y bloques de guerra de las Autodefensas que operaban en la zona, mediante alianzas con la guerrilla de las FARC-EP, en esta ocasión liderados por exmiembros de muy poca importancia del desaparecido Cartel del Norte del Valle, que posteriormente llegaron a ser los más buscados de Colombia, como es el caso de los hermanos Luis Enrique y Javier Antonio Calle Serna, alias "Hermanos Comba", quienes se entregaron a la justicia estadounidense en el año 2012, y de Diego Pérez Henao alias "Diego Rastrojo", capturado el mismo año en Venezuela.
Según información que se encuentra en estudio por parte de la Fiscalía General de la Nación, Los Rastrojos habrían comprado en 2013 la franquicia del Bloque Meta, adscrita al Ejército Revolucionario Popular Antisubversivo de Colombia (ERPAC), con el objetivo de empezar una nueva vida criminal producto de los reveses sufridos por parte de las autoridades y las deserciones de sus miembros a otras bandas criminales como el Clan del Golfo; un ejemplo es el narcotraficante Eduard Fernando Cardoza Giraldo, alias "Boliqueso" o "Yupi", quien inició su vida criminal con Los Rastrojos pero que pasó a trabajar con el Clan del Golfo debido al sometimiento a la justicia de los hermanos Calle Serna o Hermanos Comba. Boliqueso tenía el control del tráfico de drogas en el Valle del Cauca, heredando los espacios dejados por los Comba, además de otras actividades ilegales en la región como extorsión, sicariato y microtráfico de drogas. Boliqueso fue capturado en Sao Paulo por las autoridades brasileñas en abril de 2016.  Mantuvieron una guerra con el Clan del Golfo entre 2006 y 2012.

### Conflicto con las FARC y ELN

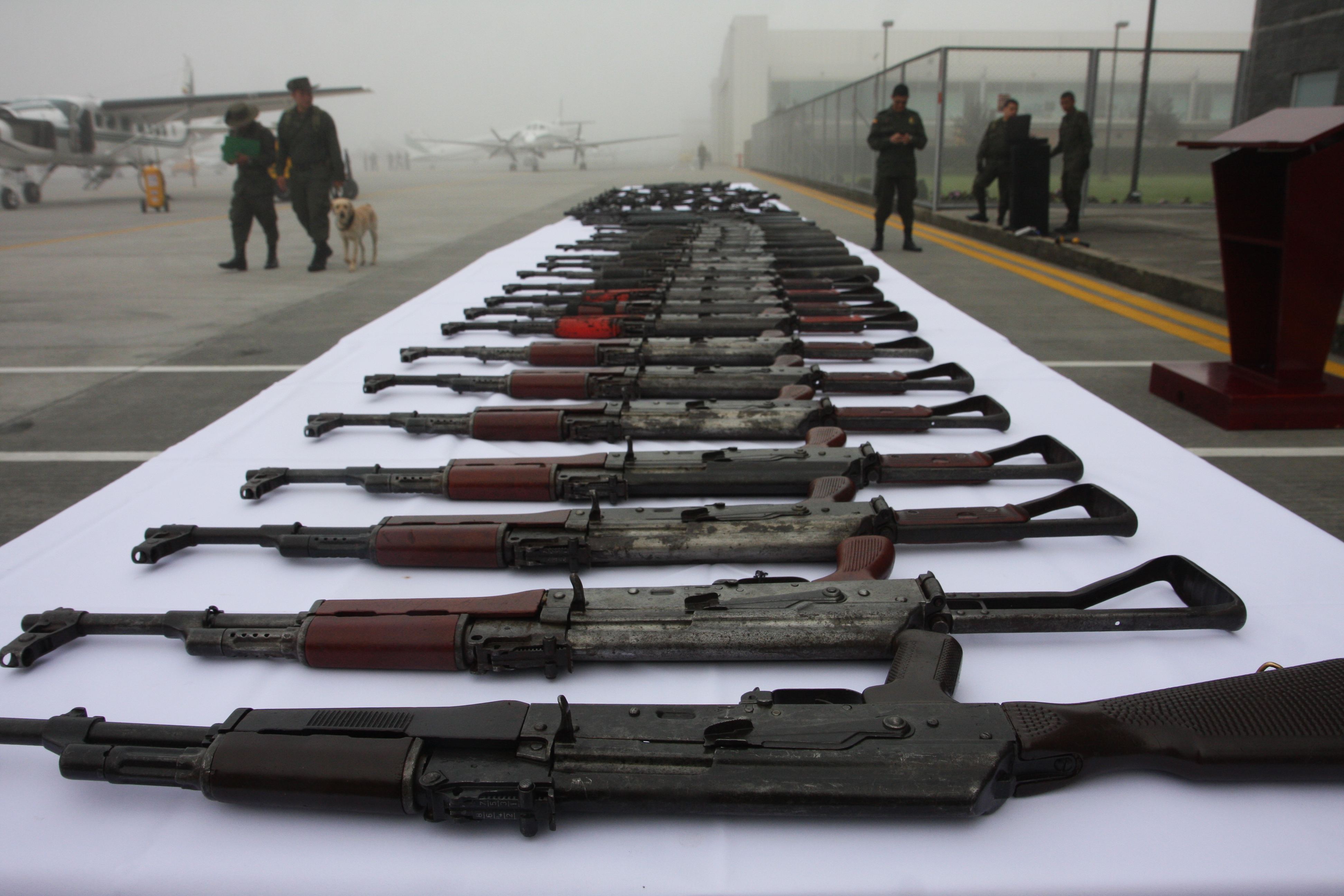
Armas incautadas a Los Rastrojos, imagen sin fecha

Los Rastrojos han librado frecuentemente batallas contra los grupos guerrilleros de las Fuerzas Armadas Revolucionarias de Colombia y el Ejército de Liberación Nacional) en el sur del departamento del Cauca.
Actualmente, los Rastrojos tienen un convenio con el Ejército de Liberación Nacional (ELN) por varios años en los departamentos de Cauca y Nariño. Más recientemente obtuvieron un acuerdo similar con las Fuerzas Armadas Revolucionarias de Colombia (FARC) en otras partes del país. En ambos casos, estas alianzas dan a los Rastrojos acceso directo a la base de coca, lo que les proporciona la materia prima para convertirla en cocaína a precios muy baratos. El otro aliado de los Rastrojos, Daniel Barrera Barrera, alias "El Loco", llegó a acuerdos similares con las FARC en otras áreas hasta su arresto en septiembre de 2012. Juntos, los Rastrojos y Barrera han obtenido una enorme ventaja competitiva, una que también ha dado lugar a fuertes asociaciones con los cárteles mexicanos.
Los Rastrojos sufrieron una serie de reveses importantes en 2012, un año en el que sus tres principales líderes se rindieron o fueron arrestados. En mayo de 2012, uno de los líderes de Los Rastrojos, Javier Antonio Calle Serna (alias "Comba"), se entregó a las autoridades estadounidenses en Aruba. Como resultado, Diego Rastrojo y el hermano de Calle Serna, Luis Enrique (también alias "Comba") se convirtieron en líderes; El liderazgo de Rastrojo duró poco, ya que fue capturado en el oeste de Venezuela a principios de junio. El gobierno venezolano dijo que lo entregaría a las autoridades colombianas. "El Doctor" además es acusado del asesinato de Varela, siendo este la mano derecha de Varela por al menos una década. El 4 de octubre, las autoridades colombianas anunciaron que Comba, el último líder restante de los Rastrojos, también se entregó a la agencia antinarcóticos estadounidense DEA.

### Desintegración
El 26 de mayo de 2013, es detenido Miguel Ángel Ospino Guerrero, alias 'Palaguas' o 'Ramón', máximo cabecilla de “Los Rastrojos” en el Nordeste Antioqueño, siendo capturado junto a dos de sus cómplices y asegurándoles de un fusil, una subametralladora, un rifle, dos pistolas, una granada de fragmentación, cinco proveedores y munición de diferentes calibres. El operativo tuvo lugar en la vereda Juan Brand, municipio de Segovia, Antioquia.
La última facción de Los Rastrojos fue capturada en febrero de 2017. El mismo mes, se informó que el cartel se había reducido a solo 310 miembros y ahora necesitaba depender de alianzas con la Nacional. Ejército de Liberación Nacional (ELN), las ex Fuerzas Armadas Revolucionarias de Colombia (FARC) y otras organizaciones paramilitares con el fin de continuar transportando drogas. En julio de 2017, Se informó que solo había tres fracciones de Los Rastrojos, con 80 miembros en la región del Catatumbo, en el norte de Colombia.En julio de 2017 se informó que solo había tres fracciones de Los Rastrojos, con 80 integrantes. En octubre de 2017, solo había 31 integrantes de Los Rastrojos en Norte de Santander. En enero de 2018, 100 de los miembros restantes de Los Rastrojos se habían unido a cinco de las siete agencias de cobro de deudas recientemente establecidas por el cartel en la región de Cali en Colombia.
En junio de 2019, el presunto jefe de Los Rastrojos, Jon Jairo Durán Contreras, alias “El Menor”, y su asistente Gerson Gregorio Rosario Aquino, conocido como “Torombolo”, fueron capturados por la policía de Cúcuta luego de un incidente de pelea en el que miembros de Los Rastrojos mataron a Boc. de Grita, ubicada en la región de Guaramito del estado Táchira en Venezuela.

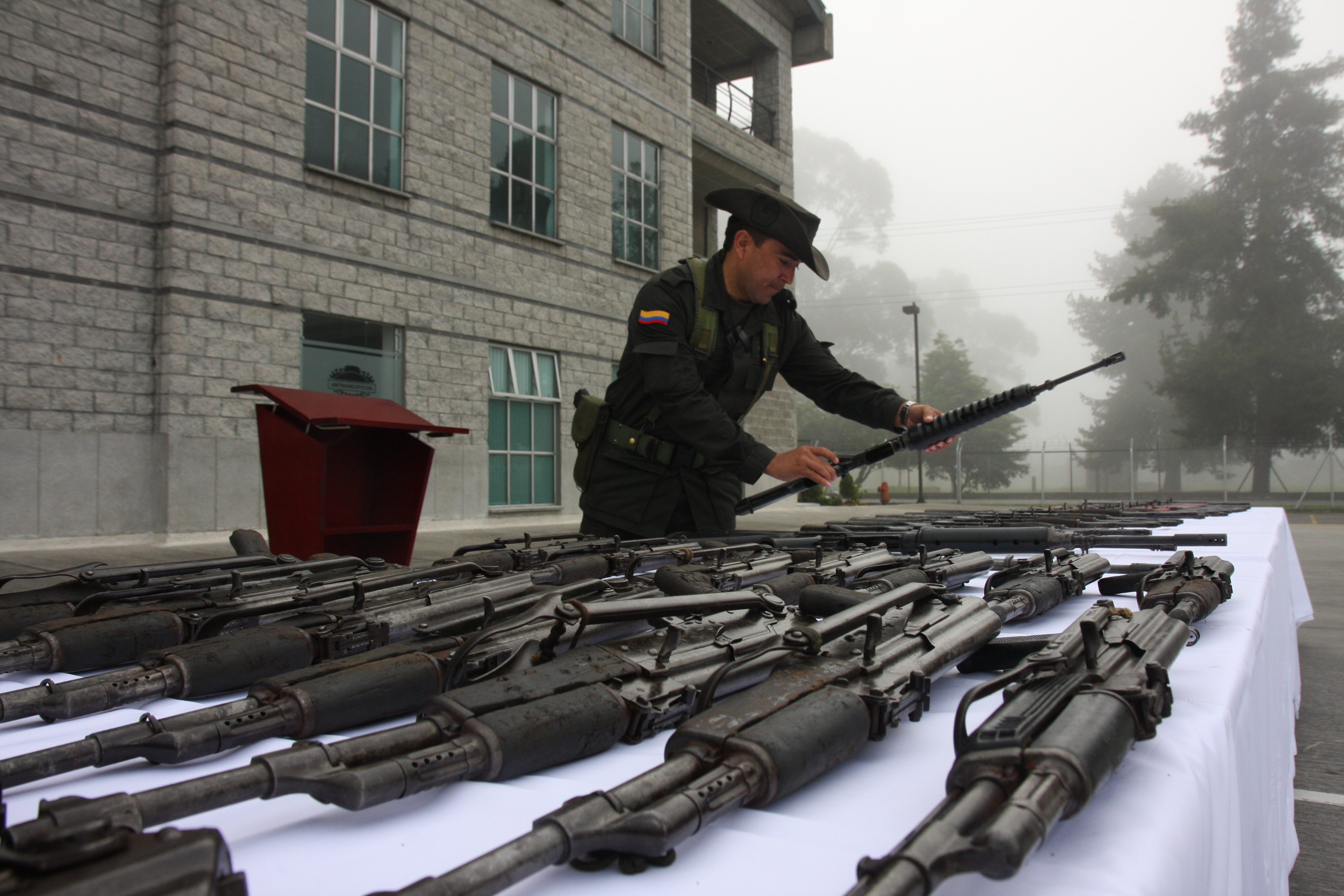
154 armas de fuego de esa banda criminal fueron incautadas por la DIJIN y la Dirección Antinárcoticos. Simultáneamente fueron ocupados varios predios de alias "Scuby", primo de "Macaco" y socio de la bacrim en el Eje Cafetero. Las propiedades están evaluadas en más de tres mil millones de peso

Según declaraciones dadas a la prensa por el entonces Ministro de Defensa; Luis Carlos Villegas, Los Rastrojos, a diciembre de 2015, "ya no es una Bacrim y tiene una treintena de miembros", ubicados en el Norte de Santander, cuyo líder era Walter Raúl Silva, alias Carevieja, abatido en territorio venezolano por las autoridades de ese país en enero de 2016. Las últimas células de esta agrupación narcoparamilitar quedaron desmanteladas al capturar en septiembre de 2016 a sus últimos integrantes (34 en total), dejando desarticulada esta banda criminal, según datos del gobierno, en el marco de la Operación Troya.
El 4 de febrero de 2020, se anunció que el oficial de policía de Cúcuta Sthevenson Sánchez, quien se reveló como el subdirector financiero de la sucursal local de Los Rastrojos, fue arrestado la semana anterior. Cúcuta el exalcalde Ramiro Suárez también había sido encarcelado anteriormente por sus vínculos con Los Rastrojos. El 15 de febrero de 2020, las fuerzas de seguridad venezolanas incautaron y desmantelaron una presunta planta de contrabando y procesamiento de drogas de Los Rastrojos. Operación de combustible en Boca de Grita..  El 17 de febrero de 2020, se reveló que 14 miembros de Los Rastrojos fueron arrestados en la ciudad fronteriza venezolana de Boca de Grita, municipio García de Hevia, Táchira. 
El 30 de marzo de 2020, se reveló que el grupo ahora estaba en conflicto con el ELN luego de que los cuerpos de ocho miembros de Los Rastrojos fueran encontrados muertos en un pueblo de Cúcuta.

### Presunta reactivación
A pesar del éxito operativo del gobierno colombiano contra este grupo criminal, las autoridades manifiestan que Los Rastrojos al parecer se reactivaron, haciendo una presencia aislada en la frontera entre Colombia y Venezuela, más exactamente entre el departamento de Norte de Santander y el Estado Táchira.
Los Rastrojos ayudaron al presidente de la Asamblea de Venezuela, y parcialmente reconocido como presidente de Venezuela Juan Guaidó, a cruzar a Colombia para el concierto en Cúcuta del Venezuela Aid Live, en medio del cierre fronterizo que ordenó Nicolás Maduro como presidente a las Fuerzas Armadas de Venezuela, quienes no reconocen a Guaidó como mandatario venezolano.
El 16 de julio de 2020, son capturados en Cúcuta y Puerto Santander 6 presuntos miembros de la organización criminal, tres de ellos cabecillas. En ese mismo mes, campesinos del Catatumbo denuncian a través de Twitter una masacre de 8 personas en Tibú, presuntamente realizadas por este Grupo Armado Organizado. Así mismo, la Fundación Progresar denunció la masacre de 6 personas en zona rural de Cúcuta en el mismo mes de julio, realizada al parecer por Los Rastrojos, incluso denuncian que los cuerpos fueron arrojados al Río Zulia, Según análisis de expertos, lo que está ocurriendo en Norte de Santander es por la guerra territorial que hay entre lo que queda de la disidencia del EPL y los llamados Rastrojos contra la guerrilla del ELN, que desde 2020 ha estado dejando asesinatos, masacres, combates y descuartizamientos en el departamento. Se presume además que este grupo criminal fue expulsado de la frontera con Venezuela por la guerrilla del ELN en marzo de 2020, luego de un combate que dejó 13 presuntos miembros de Los Rastrojos muertos. Desde entonces han intentado regresar al Catatumbo sin éxito, atacando a la población civil y a campesinos de la zona acusándolos de ayudar a la guerrilla.
El 22 de agosto de 2020 son capturados en zonal rural de Los Patios (Norte de Santander) 5 miembros de este grupo criminal; entre ellos, dos hermanos que ejercían como cabecillas máximos de la organización, responsables de la masacre a 6 personas en Cúcuta a comienzos de mes. En noviembre son capturados 11 presuntos miembros de Los Rastrojos en el Área metropolitana de Cúcuta, dando un total de 40 miembros de esta organización capturados en 2020, quedando una vez más diezmada esta organización. A inicios de 2021, se captura en Cúcuta al líder de Los Rastrojos Ricardo Trigos, alias 'Resorte', exmiembro de Los Pelusos, quien coordinaba las actividades ilícitas de los dos grupos delictivos en temas de narcotráfico y de lucha contra el ELN.

## Organización y financiación
A mayo de 2014, los Rastrojos contaban con un número aproximado de 460 militantes sin un mando fijo, operando en todos los departamentos de la Costa Pacífica Colombiana y en Antioquia, con influencia también en la zona del Catatumbo en Norte de Santander y la capital del departamento Cúcuta; lugares donde se disputaban con el Clan del Golfo y las guerrillas de las FARC-EP, ELN y la disidencia del EPL. Tras la desaparición del grupo "Los Machos", Los Rastrojos se enfrentaron a nuevos enemigos; entre ellos, su anterior aliado, la guerrilla de las FARC-EP y otras bandas emergentes paramilitares al igual que ellos. 

### Narcotráfico
Investigaciones del gobierno señalaban que el objetivo de los "Rastrojos" era tomar el control de los cultivos de coca en el departamento de Nariño, hecho que convirtió la zona en un territorio de guerra. Al final no lo consiguió, siendo desmantelada la organización en esta zona del país.

### Minería ilegal
En 2012, según versión de una red de informantes, representantes de Los Rastrojos, junto a los líderes del Clan del Golfo y los desaparecidos Paisas, sostuvieron una reunión clandestina en la ciudad de Medellín, para acordar una repartición de "territorios" a nivel nacional; de esta manera, buscaban acabar los enfrentamientos entre las mismas organizaciones criminales y trabajar en conjunto para una alianza que al final no se dio.

## Vínculos políticos

### Vínculos en Colombia
The New York Times publicó un artículo de investigación, en el que salen a la luz los testimonios de tres testigos que relacionaban a la familia del senador y expresidente Álvaro Uribe con acciones paramilitares en la década de los noventa; entre ellos, con Los Rastrojos. Los testigos señalaron a Santiago Uribe, hermano del expresidente y senador, como responsable de ordenar al escuadrón paramilitar, conocido como “Los Doce Apóstoles”, el asesinato de varios civiles. Tal y como indicaron los testigos, las órdenes venían de “Don Santiago”. Recientemente, The New York Times publicó varios documentos desclasificados que demuestran los nexos de Uribe con los narcotraficantes del extinto Cartel de Medellín. Los cables informan de que el expresidente se reunía y tenía una gran cercanía con los miembros del Cartel de Medellín entre los años 1992 y 1995 y con el grupo paramilitar Los Rastrojos, con quienes Uribe habría movido dinero para financiar la campaña argentina de Mauricio Macri para la jefatura de gobierno de la ciudad de Buenos Aires en 2003.

### Vínculos con Juan Guaidó
En septiembre de 2019 empezaron a circular dos imágenes de Juan Guaidó con dos presuntos miembros del grupo narcoparamilitar colombiano Los Rastrojos, específicamente con Alberto Lobo Quintero, alias «el Brother Armado», quien tiene una pistola visible en su flanco, y Jhon Jairo Durán, alias «el Menor». La denuncia fue divulgada por el director de la Fundación Progresar en Norte de Santander, Wilfredo Cañizares, cuando Guaidó iba desde territorio venezolano para el concierto Venezuela Aid Live, realizado en la fronteriza ciudad colombiana de Cúcuta. Guaidó negó que el grupo lo ayudara a cruzar la frontera, resaltando que el cruce "fue muy complejo para nosotros" y que “se tomó muchas fotos y era difícil saber quiénes le pedían fotografías”. Guaidó acusó a Maduro de "distraer la atención de lo central" y le exigió que entregara a Colombia a "todos los irregulares" en suelo venezolano, específicamente a los guerrilleros del Ejército de Liberación Nacional (ELN) y a los disidentes de las FARC-EP, los alias Iván Márquez y Jesús Santrich. El director del Centro de Comunicación Nacional, Alberto Federico Ravell, defendió a Guaidó justificando que «estas personas estaban en una alcabala, le pidieron tomarse una foto y él se la tomó», declarando también que Guaidó no pidió el apoyo del grupo Los Rastrojos, y que mucho menos tenía conocimiento de que estos dos sujetos armados pertenecieran a un grupo paramilitar. Las fotos habían sido tomadas el 23 de febrero de 2019, y habría implicado el apoyo de Los Rastrojos a ambos lados de la frontera. Alberto Lobo, uno de los que posaba con Guaidó en las fotografías, se entregó cuatro meses después al Ejército Nacional de Colombia, y Jhon Jairo Durán, el otro posante en las fotos, fue detenido en Puerto Santander (Norte de Santander) el 18 de junio, tras una masacre en el Estado Táchira.